# Ókimi
Ókimi (japánul: 大王, nagykirály) japán titulus, eredetileg a jamato vidéki (ma Nara prefektúra) törzsszövetség (gódzoku) feje, majd a 4. század körül kialakuló Jamato központú egységes japán állam uralkodója. Hatalma Kjúsú déli és Honsú északi területeit kivéve az egész szigetvilágra kiterjedt. Az egységesítés folyamatát a hatalmas sírdombok (kofun) fokozatos elterjedése tükrözi. Az elnevezés számos sírmellékleten (bronztükör, kard) fellelhető, ezt a címet használták a japán uralkodók a 6. századig, ami a 7. századtól kínai mintára tennó (császár) lett.